# Ampére
Ampére is een gemeente in de Braziliaanse deelstaat Paraná. De gemeente telt 18.041 inwoners (schatting 2009).